# 陸軍省医務局
医務局（いむきょく）は、かつて存在した陸軍省の内部部局。

## 概要

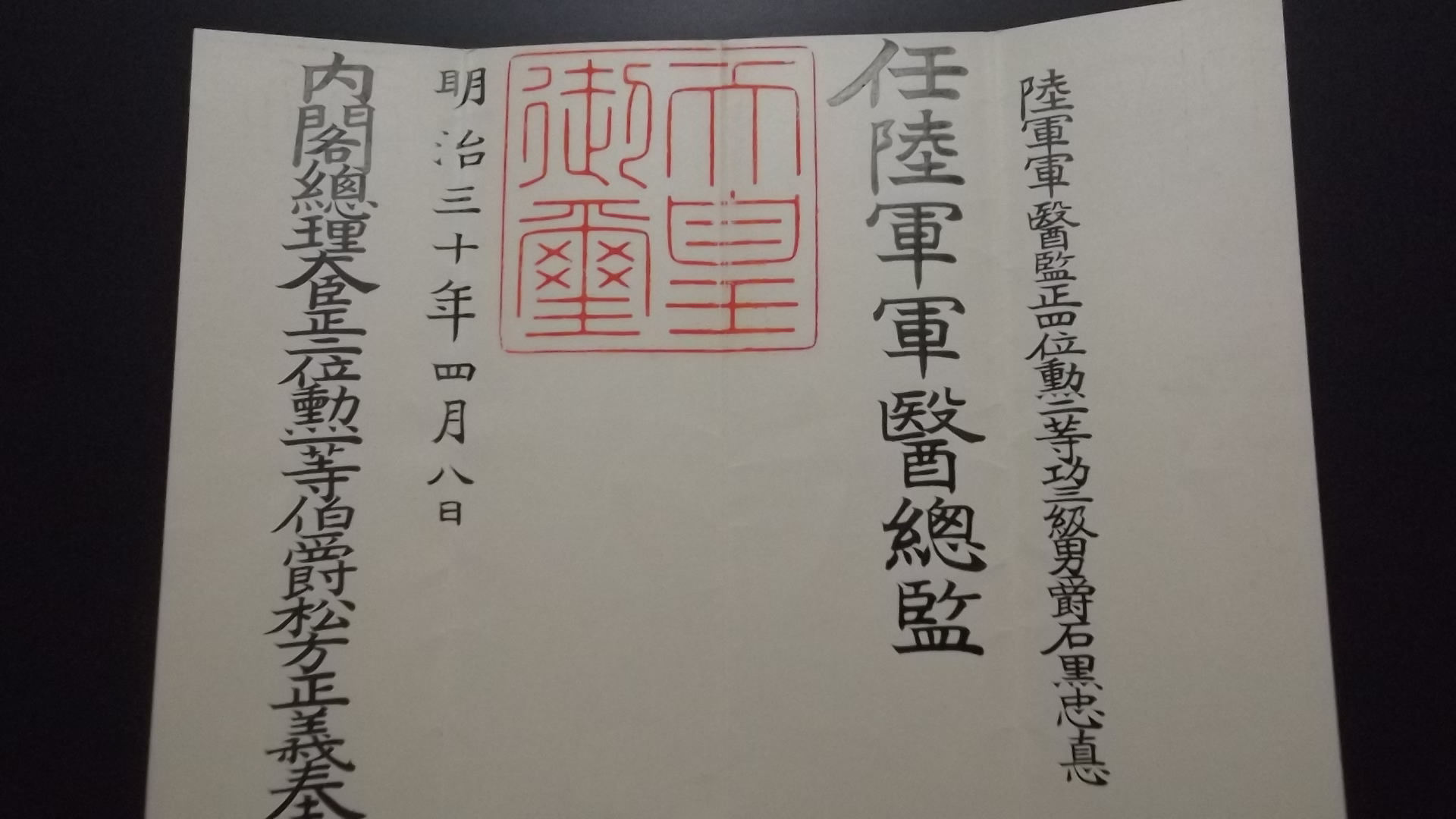
石黒忠悳が「陸軍軍医総監（中将相当）」に任命された際の辞令書 （明治30年4月8日）

軍医（人事など）・衛生に関する事項を所管する。明治4年7月5日に創設された兵部省軍医寮を前身とする。その創立と統括の任（軍医頭）に松本良順を招くため、西郷隆盛と山縣有朋がわざわざ松本の私邸に出向いて懇請したとされる。その経緯から、軍医頭は兵部卿に隷属するものの、軍医に関する一切の権限を委譲され、部外の干渉から隔離された。明治5年、陸軍省が設置されると、軍医寮は陸軍省の所管となった。明治6年5月24日、軍医寮は軍医部に改組され、軍医頭は軍医総監に改められた。明治12年10月15日、陸軍軍医本部が置かれ、明治19年2月26日、それが医務局に改組された（局長は、軍医の実質的なトップであり、戦時に大本営陸軍部の野戦衛生長官をつとめる）。なお明治43年、陸軍省人事局に軍医の人事権を吸収する動きがあり、その動きをめぐって石本新六陸軍次官と森林太郎医務局長が激しく対立した。その人事権をめぐる綱引きは、大正2年まで続いたものの、従来どおり医学優先の原則がつらぬかれた。

## 歴代医務局長
| 歴代医務局長     | 歴代医務局長       | 歴代医務局長                                    | 歴代医務局長 | 歴代医務局長     | 歴代医務局長 | 歴代医務局長                             |
| 補職日           | 職名               | 階級 位階 勲等 功級 学位                        | 氏名         | 前職             | 出身         | 経歴                                     |
| ---------------- | ------------------ | ----------------------------------------------- | ------------ | ---------------- | ------------ | ---------------------------------------- |
| 明治15年9月25日  | 陸軍軍医本部御用掛 | 陸軍軍医総監                                    | 松本順       |                  | 静岡県士族   |                                          |
| 明治18年5月21日  | 陸軍軍医本部長     | 陸軍軍医総監従五位勲三等                        | 橋本綱常     |                  | 福井県士族   | 任陸軍軍医総監と同日に補陸軍軍医本部長。 |
| 明治19年3月1日   | 医務局長           | 陸軍軍医総監従四位勲三等                        | 橋本綱常     | 陸軍軍医本部長   | 福井県士族   | 明治23年10月4日に予備役。                |
| 明治23年10月7日  | 医務局長           | 陸軍軍医総監正五位勲三等                        | 石黒忠悳     |                  | 新潟県       |                                          |
| 明治30年9月28日  | 医務局長           | 陸軍軍医監正五位勲三等                          | 石阪惟寛     | 第四師団軍医部長 | 岡山県士族   |                                          |
| 明治31年8月4日   | 医務局長           | 陸軍軍医監従五位勲六等功四級                    | 小池正直     |                  | 山形県士族   |                                          |
| 明治40年11月13日 | 医務局長           | 陸軍軍医総監正四位勲二等功三級 医学博士文学博士 | 森林太郎     |                  | 島根県士族   | （作家・森鷗外）                         |
| 大正5年4月13日   | 医務局長           | 陸軍軍医総監従四位勲二等功四級                  | 鶴田禎次郎   |                  | 佐賀県士族   |                                          |
| 大正12年3月17日  | 医務局長           | 陸軍軍医総監正五位勲二等功四級                  | 山田弘倫     | 陸軍軍医学校長   | 岡山県士族   |                                          |
| 昭和3年12月1日   | 医務局長           | 陸軍軍医監                                      | 合田平       |                  |              |                                          |
| 昭和9年3月5日    | 医務局長           | 陸軍軍医総監                                    | 小泉親彦     | 陸軍軍医学校長   |              |                                          |
| 昭和13年12月10日 | 医務局長           | 陸軍軍医中将                                    | 三木良英     |                  |              |                                          |
| 昭和18年3月1日   | 医務局長           | 陸軍軍医中将                                    | 神林浩       |                  |              |                                          |
| 昭和20年10月8日  | 医務局長代理       | 陸軍軍医中将                                    | 渡辺甲一     |                  |              | 昭和20年11月30日廃止                     |